# 244-я бомбардировочная авиационная дивизия
244-я бомбардировочная авиационная Лозовская Краснознамённая ордена Богдана Хмельницкого дивизия (244-я бад) — соединение Военно-Воздушных сил (ВВС) Вооружённых Сил РККА бомбардировочной авиации, принимавшее участие в Великой Отечественной войне.

## История наименований дивизии
- 3-я ударная авиационная группа
- 244-я бомбардировочная авиационная дивизия (28.06.1942 г.);
- 244-я бомбардировочная авиационная Краснознамённая дивизия (14.09.1945 г.);
- 244-я бомбардировочная авиационная Лозовская Краснознамённая дивизия (23.09.1943 г.);
- 244-я бомбардировочная авиационная Лозовская Краснознамённая ордена Богдана Хмельницкого дивизия.

## История и боевой путь дивизии

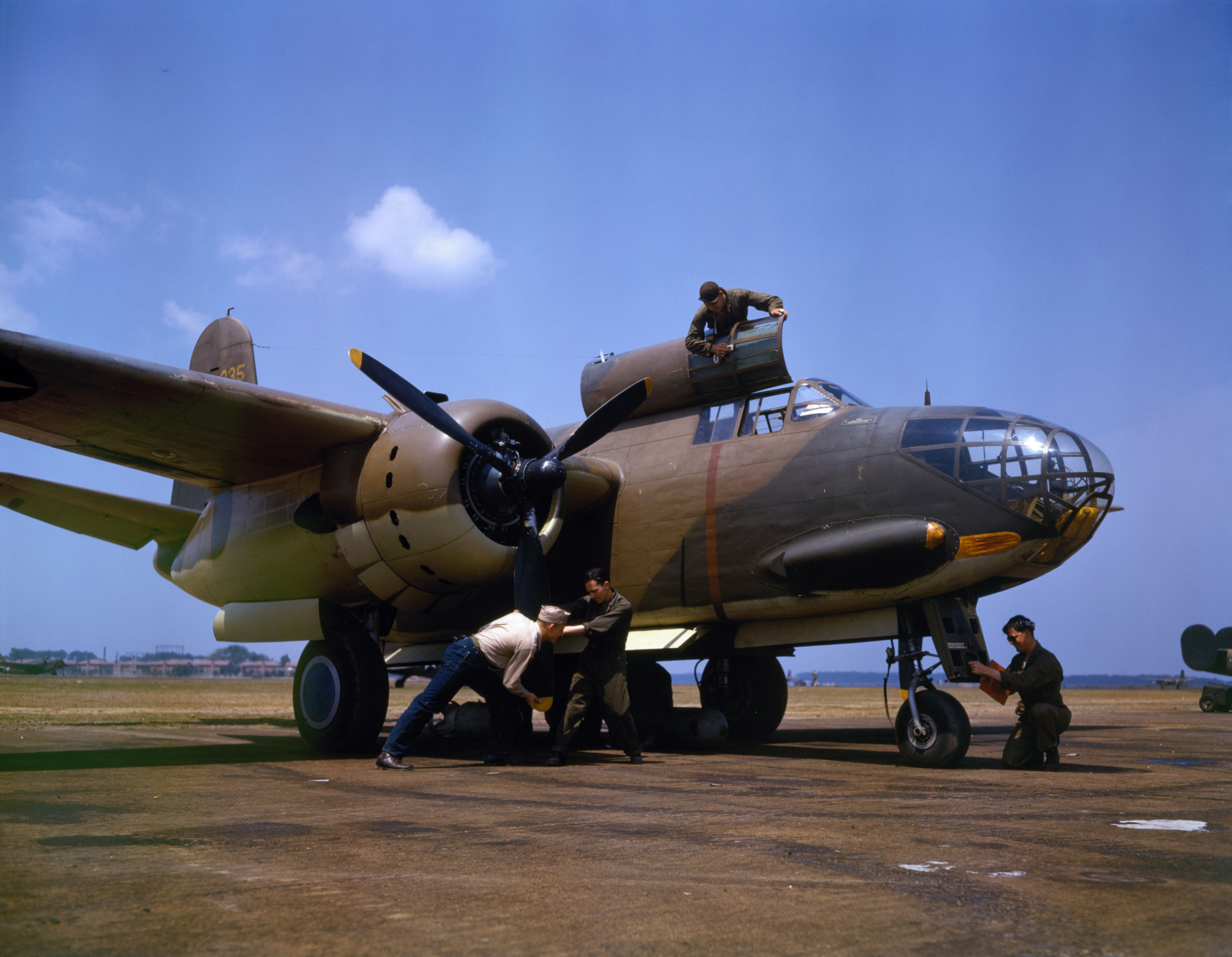
Самолет Бостон А-20 (A-20 Havoc) являлся основным самолётом дивизии с начала формирования и до конца войны.

Дивизия сформирована 28 июня 1942 года в составе 2-й воздушной армии Брянского фронта Приказом НКО № 00123 от 12 июня 1942 года на базе 3-й ударной авиационной группы. В состав дивизии вошли:
- 45-й бомбардировочный авиационный полк (Бостон А-20 (A-20 Havoc));
- 201-й бомбардировочный авиационный полк (Бостон А-20 (A-20 Havoc));
- 453-й бомбардировочный авиационный полк (Бостон А-20 (A-20 Havoc));
- 861-й бомбардировочный авиационный полк (Бостон А-20 (A-20 Havoc));

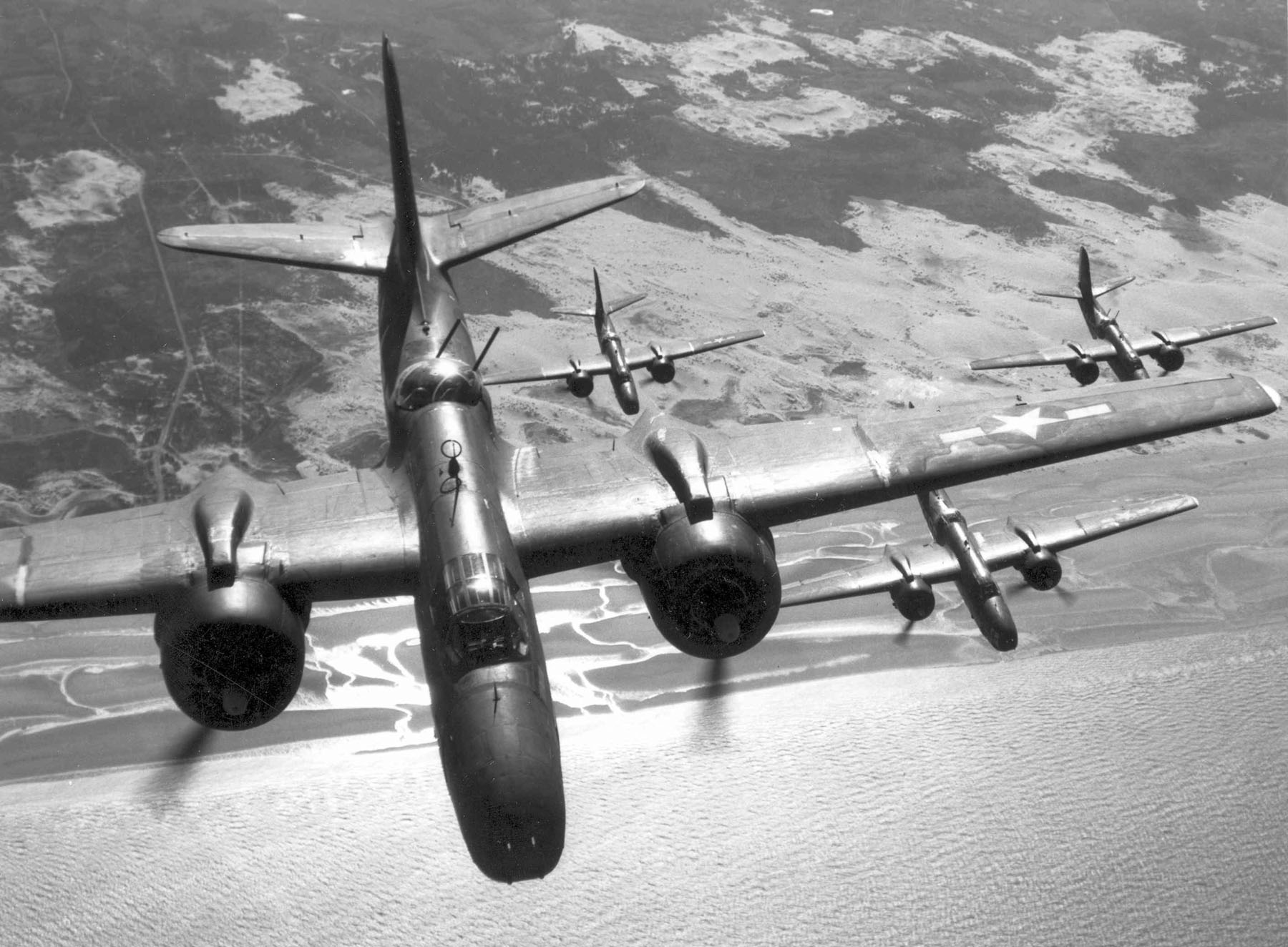
Самолеты дивизии Бостон А-20 (A-20 Havoc) принимали активное участие в битве за Воронеж в 1942 году.

- 153-й истребительный авиационный полк (как полк сопровождения на самолётах «Аэрокобра»)[2];
- 185-й истребительный авиационный полк (как полк сопровождения на самолётах «Аэрокобра»)[3].

После формирования дивизия продолжала поддерживать войска Брянского фронта в составе 2-й воздушной армии в оборонительных боях на воронежском направлении до ноября 1942 года. действуя в интересах своих войск на участках 6-й, 38-й, 40-й и 60-й армий, дивизия наносила т удары по населенным пунктам Губарево, Семилуки, Подклетное, Старое Село, Малышево, Петино, Трушкино, Устье, Подгорное, Покровское, Селявное, 1-е Солдатское, Песковатка, Мостище, Гремячье, Дивногорье, Оськино, Большая Орловка, Шилово, Северцово — Каверья, 1-е Сторожевое, Коротояк, железнодорожные станции Касторная, Копанище, Россошь.
Всего дивизией под Воронежом было уничтожено и повреждено: танков и бронемашин — до 300, автомашин с грузами и войсками — 450, орудий и миномётов — до 60, зенитных артиллерийских пулемётных точек с прислугой — до пяти, 12 переправ, 25 складов с боеприпасами и цистерны с горючим, сожжено и взорвано четыре железнодорожных эшелона, уничтожено до двух тысяч солдат и офицеров. Проведено 433 воздушных боя, в том числе 292 — с вражескими истребителями. В воронежском небе сбито 125 самолётов противника. Потери дивизии составили 65 самолётов (три небоевых), не вернулись с боевого задания 36 человек, погибли в бою — 44 человека. В битве за Воронеж потери составили 80 человек, в том числе 23 лётчика, 18 штурманов, 35 — стрелков-радистов и воздушных стрелков, четверо — техников и механиков.
После продолжительных боев 8 августа 1942 года из дивизии в состав 6-го запасного авиаполка на переформирование убыли 201-й и 453-й бомбардировочные авиационные полки. Часть личного состав переведена в другие полки дивизии.
В ноябре 1942 года дивизия была выведена в Резерв Ставки на переформирование. Из состава дивизии 10 ноября 1942 года убыл на переформирование 45-й бомбардировочный авиационный полк.
С 9 февраля 1943 года дивизия вошла в состав 17-й воздушной армии Юго-Западного Фронта (с 20 октября 3-го Украинского фронта). В мае 1943 года дивизия пополнена 449-м бомбардировочным и 260-м бомбардировочным авиационным полками.
Летом 1943 года части дивизии принимали участие в Курской битве на изюм-барвенковском направлении, в освобождении Донбасса и битве за Днепр, в освобождении правобережной Украины. В начале лета 1943 года в состав дивизии также входил 860-й бомбардировочный авиационный полк на самолётах Бостон А-20 (A-20 Havoc)).

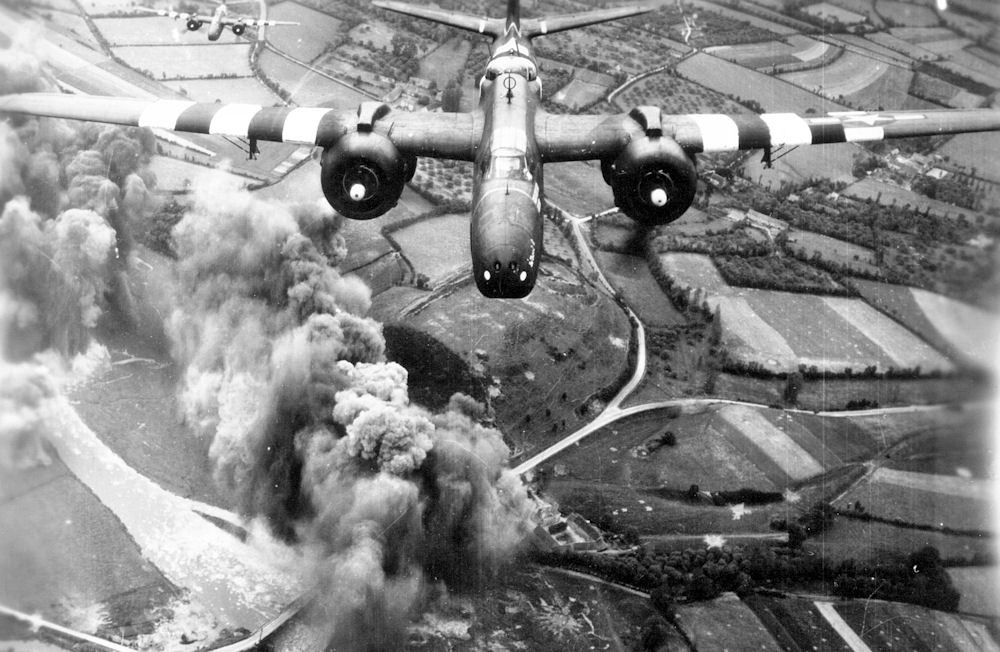
Самолет Бостон А-20, вид спереди. Имел мощное вооружение: шесть 12,7-мм пулеметы в передней полусфере, два 12,7-мм пулемета в турели с электроприводом и один 12,7-мм пулемет для стрельбы через отверстие в днище фюзеляжа; бомбовая нагрузка — 910 кг бомб в бомбовом отсеке и 910 кг на подвеске под крылом.

Сформировавшийся состав дивизии был сохранен до конца войны:
- 260-й бомбардировочный авиационный полк (Бостон А-20 (A-20 Havoc));
- 449-й бомбардировочный авиационный полк (Бостон А-20 (A-20 Havoc));
- 860-й бомбардировочный авиационный полк (Бостон А-20 (A-20 Havoc));
- 861-й бомбардировочный авиационный полк (Бостон А-20 (A-20 Havoc)).

В составе 17-й воздушной армии 3-го Украинского фронта дивизия участвовала в Никопольско-Криворожской наступательной операции, освобождала Одессу, участвовала в Львовско-Сандомирской, Ясско-Кишинёвской, Белградской и Будапештской операциях, в Венской наступательной операции.
Только за Венскую операцию летчики дивизии уничтожили и повредили 24 танка и бронетранспортера, 13 складов с горючим и боеприпасами, 8 мостов и переправ, 886 автомашин, 1206 железнодорожных вагонов, большое количество солдат и офицеров противника.
С 8 июля 1944 года по 16 июля 1944 года дивизия входила в состав 2-й воздушной армии 1-го Украинского Фронта, затем вошла в состав 8-й воздушной армии 4-го Украинского Фронта. С 1 июня 1944 года дивизия находилась в составе 2-го гвардейского бомбардировочного авиационного корпуса 8-й воздушной армии 4-го Украинского Фронта, с которым участвовала в Львовско-Сандомирской операции. 30 июля 1944 года дивизия возвращена в состав 17-й воздушной армии 3-го Украинского Фронта, где находилась до конца войны. В августовских боях дивизия уничтожала живую силу и технику врага в районах Поповки, Соколовки, Борок, нарушала его железнодорожные перевозки. Наибольшему воздействию с воздуха подвергались железнодорожные станции Лозовая и Черкасская. Экипажи бомбардировщиков при выполнении этой задачи действовали совместно со штурмовиками по общему плану штаба воздушной армии и преимущественно по тем объектам, которые находились за пределами досягаемости штурмовиков.
В сентябре 1944 года войска Юго-Западного фронта освободили Лозовую и Синельниково. Дивизия удостоена наименования Лозовская. В Лозовой одна из улиц названа именем летчика 244-й бомбардировочной дивизии Абросимова.
В апреле 1945 года 860-й бомбардировочный авиационный полк был переброшен на Дальний Восток и вошёл в состав вновь сформированной 179-й бомбардировочной авиационной дивизии 12-й воздушной армии Забайкальского Фронта. Войну дивизия закончила на аэродромах в Австрии.
В составе действующей армии дивизия находилась с 28 июня 1942 года по 10 ноября 1942 года и с 9 февраля 1943 года по 9 мая 1945 года.
По окончании войны дивизия приказом командующего 17-й воздушной армией от 17 мая 1945 г. приступила к боевой и политической подготовке в новых, мирных условиях. с 15 июня 1945 года входила в составе 17-й воздушной армии в Южную группу войск на территории Болгарии и Румынии с целью контроля за выполнением Болгарией и Румынией условий перемирия, заключённого этими странами с союзными державами. После подписания 10 февраля 1947 года в Париже мирных договоров с Болгарией и Румынией дивизия была расформирована. Боевой состав на конец 1945 года:
- управление дивизии и штаб (город Текучи, Румыния);
- 71-я отдельная рота связи (город Текучи, Румыния);
- 260-й бомбардировочный авиационный полк (аэродром Текучи, Румыния;Бостон А-20 (A-20 Havoc));
- 449-й бомбардировочный авиационный полк (аэродром Фокшаны, Румыния;Бостон А-20 (A-20 Havoc));
- 861-й бомбардировочный авиационный полк (аэродром Текучи, Румыния;Бостон А-20 (A-20 Havoc)).

## Командир дивизии
- Генерал-майор авиации Горбацевич Леонид Антонович[1], 28.06.1942 — 26.07.1942. Погиб. 26 июля 1942 года около 7 часов утра возле КП 60-й армии северо-восточнее Воронежа от взрывов бомб, сброшенными двумя Ме-109, получил множественные осколочные ранения, от которых умер спустя три часа. Похоронен в городе Мичуринск Тамбовской области
- Генерал-майор авиации Клевцов Василий Ильич[1], 26.07.1942 — 07.02.1944
- полковник Недосекин Павел Владимирович[1], 07.02.1944 — 02.1947

## Почетные наименования
- За показанные образцы боевой выучки и умений в боях за освобождение от немецких захватчиков городов Новомосковск, Синельниково, Лозовая и Павлоград 244-й бомбардировочной авиационной дивизии Приказом ВГК № 23 от 23 сентября 1943 года присвоено почётное наименование «Лозовская»[9].
- За отличие в боях при прорыве обороны противника южнее Бендер и крупных населенных пунктов Каушаны, Чимишлия, Лейпциг, Тарутино Приказом НКО № 0299 от 7 сентября 1944 года 449-му бомбардировочному авиационному полку присвоено почётное наименование «Нижнеднестровский»[10].

## Награды
- 244-я бомбардировочная авиационная Лозовская дивизия Указом Президиума Верховного Совета СССР № 176 от 17 мая 1945 г. награждена орденом Красного Знамени.
- 244-я бомбардировочная авиационная Лозовская Краснознаменная дивизия Указом Президиума Верховного Совета СССР награждена орденом Богдана Хмельницкого II степени.
- 861-й бомбардировочный авиационный полк Указом Президиума Верховного Совета СССР награждён орденом Богдана Хмельницкого II степени.
- 449-й бомбардировочный авиационный Нижнеднестровский полк Указом Президиума Верховного Совета СССР награждён орденом Суворова III степени.
- 260-й бомбардировочный авиационный полк Указом Президиума Верховного Совета СССР награждён орденом Суворова III степени.
- 260-й бомбардировочный авиационный полк Указом Президиума Верховного Совета СССР награждён орденом Кутузова III степени.

## Благодарности Верховного Главнокомандующего
Дивизия отмечена 13 раз благодарностями Верховного Главнокомандующего:
- За показанные образцы боевой выучки и умений в боях за освобождение от немецких захватчиков городов Новомосковск, Синельниково, Лозовая и Павлоград[9].
- За отличие в боях при форсировании Дуная и прорыве обороны противника, овладении городами и крупными узлами коммуникаций Печ, Ватажек, Мохач и более 330 других населенных пунктов[11].
- За отличие в боях при овладении городом Будапешт[12]
- За отличие в боях при овладении городами Секешфехервар, Мор, Зирез, Веспрем, Эньинг, а также более 350 других населенных пунктов[13]
- За отличие в боях при форсировании реки Раба и за овладение городами Чорно и Шарвар[14].
- За отличие в боях при овладении городами Сомбатель, Капувар и Кёсег[15].
- За отличие в боях при овладении городами Залаэгерсег и Кестел[16].
- За отличие при прорыве обороны немцев южнее озера Балатон и овладении Залаэгерсегом, Кестелем и городами Надьбайом, Бегене, Марцали и Надьятад — сильными опорными пунктами обороны немцев, прикрывающими нефтяной район Надьканижа[17].
- За отличие в боях при овладении городами Вашвар, Керменд, Сентготтард — важными опорными пунктами обороны немцев на реке Раба и южнее озера Балатон[18].
- За отличие в боях при овладении городом Шопрон — крупным железнодорожным узлом и важным опорным пунктом обороны немцев на подступах к Вене[19].
- За отличие в боях при овладении центром нефтяной промышленности Венгрии городом Надьканижа — важным узлом дорог и сильным опорным пунктом обороны немцев[20].
- За отличие в боях при овладении на территории Австрии промышленным городом и крупным железнодорожным узлом Винер-Нойштадт и городами Эйзенштадт, Неункирхен, Глогнитц — важными опорными пунктами обороны немцев на подступах к Вене[21].
- За отличие в боях при овладении столицей Австрии городом Вена — стратегически важным узлом обороны немцев, прикрывающим пути к южным районам Германии[22].
- За овладение крупным промышленным центром Чехословакии городом Брно (Брюн) — важным узлом дорог и мощным опорным пунктом обороны немцев[23].

## Герои Советского Союза

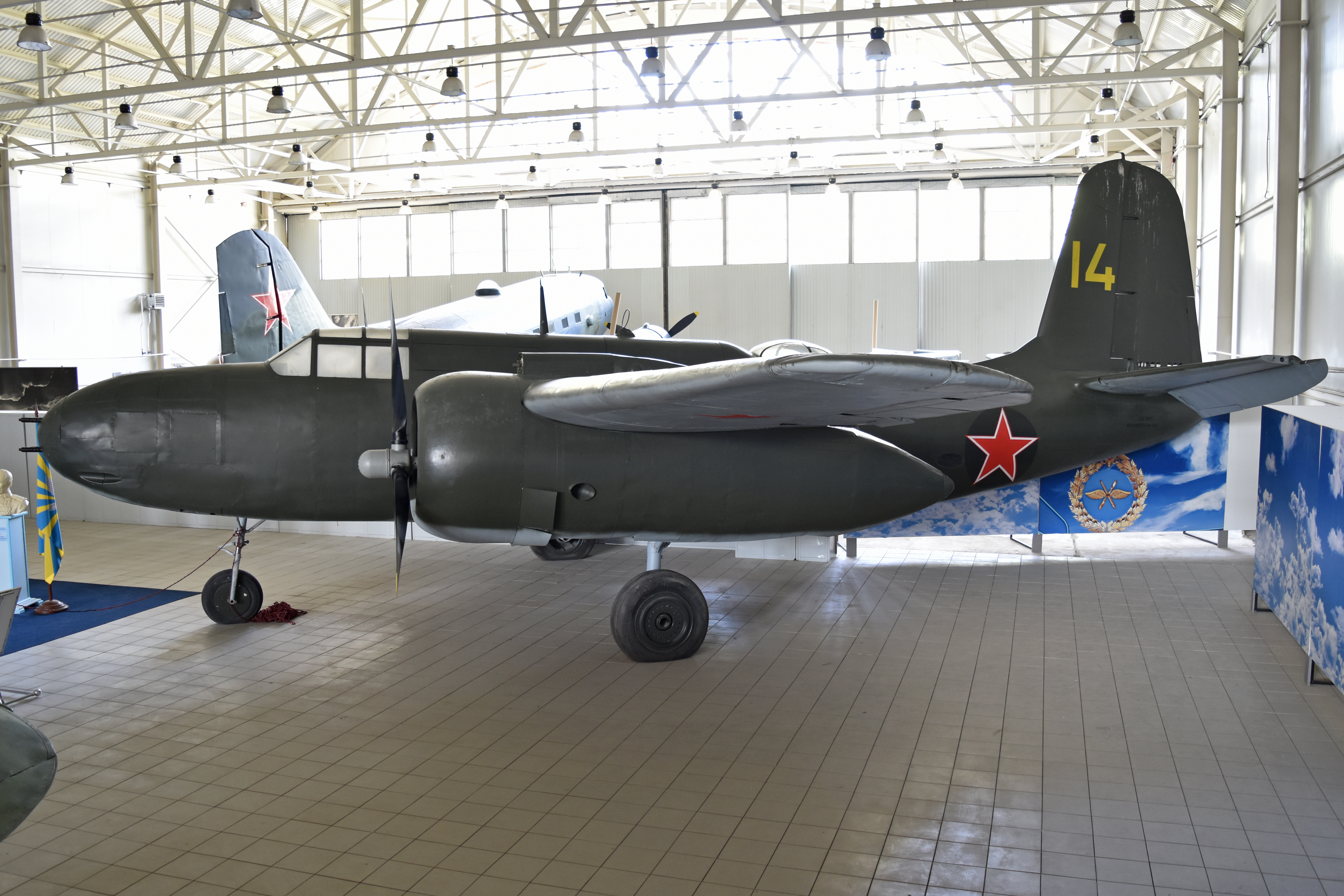
Сохранившийся экземпляр Бостон А-20 (A-20 Havoc) в Центральном музее Военно-воздушных сил РФ в Монино. Был восстановлен и помещён в закрытый ангар музея.

- Евдокимов Григорий Петрович, капитан, штурман эскадрильи 449-го бомбардировочного авиационного Нижнеднестровского полка 244-й бомбардировочной авиационной дивизии 17-й воздушной армии 3-го Украинского фронта Указом Президиума Верховного Совета СССР от 18 августа 1945 года за образцовое выполнение боевых заданий командования на фронте борьбы с немецко-фашистскими захватчиками и проявленные при этом мужество и героизм удостоен звание Героя Советского Союза с вручением ордена Ленина и медали «Золотая Звезда» (№ 7990).
- Лашин Георгий Иванович, лейтенант, старший лётчик 861-го бомбардировочного авиационного полка 244-й бомбардировочной авиационной дивизии 17-й воздушной армии 3-го Украинского фронта Указом Президиума Верховного Совета СССР от 18 августа 1945 года за образцовое выполнение заданий командования и проявленные мужество и героизм в боях с немецко-фашистскими захватчиками удостоен звание Героя Советского Союза с вручением ордена Ленина и медали «Золотая Звезда» (№ 5441).
- Мясников Евгений Александрович, старший лейтенант, командир эскадрильи 449-го бомбардировочного авиационного полка 244-й бомбардировочной авиационной дивизии 17-й воздушной армии Указом Президиума Верховного Совета СССР от 18 августа 1945 года за образцовое выполнение заданий командования и проявленные мужество и героизм в боях с немецко-фашистскими захватчиками удостоен звание Героя Советского Союза с вручением ордена Ленина и медали «Золотая Звезда» (№ 6896).
- Шевкунов Анатолий Константинович, лейтенант, командир звена 449-го бомбардировочного авиационного полка 244-й бомбардировочной авиационной дивизии 17-й воздушной армии Указом Президиума Верховного Совета СССР от 1 июля 1944 года за образцовое выполнение боевых заданий командования на фронте борьбы с немецко-фашистскими захватчиками и проявленные при этом мужество и героизм удостоен звания Герой Советского Союза с вручением ордена Ленина и медали «Золотая Звезда» (№ 3477).

## Память
- В школе № 1576 города Москвы (ГБОУ города Москвы «Школа № 1576») создан Музей «Боевой Славы 861-го бомбардировочного авиационного полка» 244-й бомбардировочной авиационной Лозовской Краснознамённой ордена Богдана Хмельницкого дивизии[24].
- В городе Лозовая одна из улиц названа именем летчика дивизии Абросимова[6].